# Morpho paulista
Morpho paulista är en fjärilsart som beskrevs av Hans Fruhstorfer. Morpho paulista ingår i släktet Morpho och familjen praktfjärilar. Inga underarter finns listade i Catalogue of Life.